# New York Film Critics Online
Il New York Film Critics Online (NYFCO) è un'organizzazione fondata da Harvey Karten nel 2000 e composta da critici cinematografici che lavorano o operano a New York. Ogni anno a dicembre i membri si riuniscono per selezionare i vincitori dei NYFCO Awards.

## Categorie dei premi
- Top 10 Film
- Miglior attore
- Miglior attrice
- Miglior film d'animazione
- Miglior cast
- Miglior fotografia
- Miglior regista esordiente
- Miglior regista
- Miglior film
- Miglior colonna sonora
- Miglior film straniero
- Miglior sceneggiatura
- Miglior attore non protagonista
- Miglior attrice non protagonista
- Attore rivoluzionario